# Hein, Lehmann & Co.
Hein, Lehmann & Co. war ein deutsches Unternehmen im Brücken- und Anlagenbau. Es galt in den 1920er Jahren als Spezialist für den Bau großer Eisenbahnbrücken.

## Geschichte
Das Unternehmen wurde im Jahr 1878 in Berlin-Reinickendorf bei Berlin durch den Kaufmann Max Hein und den Ingenieur Anton Lehmann gegründet. 1888 erfolgte die Gründung der Hein, Lehmann & Co. Aktiengesellschaft.
Neben dem Hauptstandort in Reinickendorf bestand bis 1893 eine weitere Fabrik in Sosnowice.
1892 betrug das Aktienkapital 1,1 Millionen Mark, das Unternehmen war an der Börse notiert. Bereits 1889 war ein Werk in Düsseldorf-Oberbilk aufgekauft worden. Zwischen 1893 und 1913 stieg die Belegschaft von rund 250 auf über 1.500 Mitarbeiter. 1935 musste man dem Flugzeughersteller Heinkel weichen und zog nach Düsseldorf, wo bereits seit 1885 der Eisenkonstruktionsbau ansässig war und von wo aus u. a. der Berliner Funkturm und die Kölner Hohenzollernbrücke geplant und gebaut wurden.
Das Werk in Düsseldorf-Oberkassel feierte 1988 sein hundertjähriges Bestehen als AG.

## Abteilungen und Fertigungen

### Abteilung Stahlbau
- Luftschiffhallen und Flugzeughallen.
- Bahnhofshallen, Kraftwerke, Zuckerfabriken, Hochhäuser in Stahlskelettbauweise.
- Kranbahnen, Krane, Fördergerüste für Kohle und Erz.
- Maste für Fernleitungen und elektrische Bahnen.
- Kohlenbunker, Silos und Schleusentore.

### Abteilung Massentrennung (MT)
- Zentrifugen
- Siebmaschinen

### Abteilung Herman-Siebe (HS)
- Lochbleche, Wechselsiebbelege.
- Drahtfördergurte.
- Kunststoffsiebe.
- Drahtstahlgewebe, Stahldrahtgitter.

### Abteilung Funkbau
- Rundfunkantennen, Fernsehantennen und Mobile Antennen.

### Abteilung Verzinkerei
- Feuerverzinken von Röhren aller Art.

### Abteilung Beton und Tiefbau
- Industriehochbau.
- Spannbeton-Brückenbau.
- Funkmast-Fundamente.

### Funkturm Berlin
Die Baukosten des Berliner Funkturms wurden ursprünglich auf 180.000 Mark festgesetzt. Dafür erteilte am 8. Dezember 1924 die Gemeinnützige Berliner Messe-Aufbau G.m.b.H. einen Auftrag an Hein, Lehmann & Co. eine Eisenkonstruktionen-, Brücken- und Signalbaugesellschaft. Aufgrund der Vergrößerung der Fundamente und der gegenseitigen, unterirdischen Verankerung sowie weiterer Änderungen entstanden Mehrkosten. Abweichend vom Auftrag erhielt die obere Treppe ein günstigeres Steigungsverhältnis, das Geländer wurde erhöht, die Diagonalen verstärkt und Horizontalverbände nachträglich verlegt. So ergab die Endabrechnung Baukosten in Höhe von 203.660 Mark (kaufkraftbereinigt in heutiger Währung rund 943.000 Euro).

## Heutige Situation
Die seit 2012 bestehende Hein Lehmann GmbH im Bereich der Sieb-, Trenn- und Fördertechnik ist in Krefeld ansässig und ging aus dem 1988 gegründeten Unternehmen Hein, Lehmann Trenn- und Fördertechnik GmbH hervor.

## Bauten (Auswahl)
- Grillo-Theater Essen[10]
- Funkturm, Berlin
- Hohenzollernbrücke, Köln
- Rheinbrücke Hamm bei Düsseldorf
- Rheinbrücke bei Ruhrort
- Oderbrücken bei Greifenhagen und Mescherin[11]
- Düsseldorf Hauptbahnhof (1932–1936)